# New Goshen
New Goshen est une census-designated place située dans le comté de Vigo, dans l’État de l'Indiana, aux États-Unis. Lors du recensement de 2020, elle compte 402 habitants.